# Xã Bristol, Quận Trumbull, Ohio
Xã Bristol (tiếng Anh: Bristol Township) là một xã thuộc quận Trumbull, tiểu bang Ohio, Hoa Kỳ. Năm 2010, dân số của xã này là 2.919 người.